# Kikuhara Nobuo
Nobuo Kikuhara (sinh ngày 18 tháng 12 năm 1970) là một cầu thủ bóng đá người Nhật Bản.

## Sự nghiệp câu lạc bộ
Nobuo Kikuhara đã từng chơi cho Urawa Reds.